# Gente de la Oscuridad
People of Darkness es la cuarta novela de ficción criminal de la serie Joe Leaphorn / Jim Chee Navajo Tribal Police del autor Tony Hillerman, publicada por primera vez en 1980. Esta es la primera novela de la serie que presenta al oficial Jim Chee.

## Geografía
En su libro de 201 "Tony Hillerman's Navajoland: Hideouts, Haunts, and Havens in the Joe Leaphorn and Jim Chee Mysteries", el autor Laurance D. Linford ha enumerado las siguientes 24 ubicaciones geográficas, reales y ficticias, mencionadas en People of Darkness .
1. Albuquerque, NM
2. Lago Ambrosia, NM
3. Bisti (Tierras Baldías y puesto comercial), NM
4. Pase Borrego (Puesto comercial), NM
5. Cañoncito, NM
6. Cebolleta Mesa, NM
7. Chaco Wash, NM
8. Checkerboard Reservation, NM
9. Chinle, Arizona
10. Montañas Chuska, NM y AZ
11. Cañón Coyote
12. Coyote Wash, NM
13. Crownpoint, NM
14. El Malpais National Monument, NM
15. Grants, NM
16. Heart Butte, NM
17. Monte Taylor, NM
18. Ojo Encino, NM
19. Pueblo Pintado, NM
20. Rough Rock, AZ
21. Shiprock (Comunidad), NM
22. Standing Rock, NM
23. Thoreau, NM
24. Montañas Zuni, NM

Gumshoe Review señala que Hillerman es el maestro de su género, incluso después de volver a leer casi 30 años después:
Pero al releer People of Darkness (originalmente originalmente en 1980) recuerdo que Tony Hillerman sigue siendo el maestro indiscutible de este género. Como policía tribal, Jim Chee transita una línea con frecuencia poco clara entre el mundo blanco moderno y las tradiciones de sus antepasados – la transita a veces con inquietud y otras veces con un irónico sentido del humor. Y el gran triunfo del arte de Hillerman radica en la forma en que fue capaz de tramar este tema de los nativos americanos en la historia, junto con todo el trasfondo cultural que lo acompaña, sin siquiera comprometer el misterio.
El Sun-Sentinel dice que Tony Hillerman ha alcanzado un nivel de excelencia constante con su serie de misterios fuera de lo común que detalla las aventuras del oficial John Chee y el teniente Joe Leaphorn de la Policía Tribal Navajo. Las historias no solo están bien escritas y son apasionantes, sino que también juegan en un contexto de auténtica cultura india, un logro increíble para un escritor que no es indio. 
Kirkus Reviews dice que este es el mejor trabajo de un gran talento:
Hillerman está una vez más entre los navajos de Nuevo México, pero esta vez Joe Leaphorn no es el detective. En cambio, es Jim Chee, un joven detective de la reserva navajo que también es un curandero tribal prometedor. Pero antes de que Jim tenga que tomar la gran decisión de su vida – ¿unirse al FBI o convertirse en un líder tribal? – se encuentra en medio de un caso bizarro: la esposa de un magnate blanco local le pide a Jim que recupere una caja de baratijas de su esposo, robada por el joven Tomas Charley, quien es la tercera generación en una familia de líderes de un culto al peyote, "The People of Darkness". ¿Este robo de cosas de sin aparente valor se relaciona con un intento de asesinato de una bomba contra el padre de Tomas, quien de todos modos se está muriendo de cáncer? o ¿Con una  explosión sangrienta en una plataforma petrolera en 1948 que casi mata al abuelo de Tomás? Mientras Tomas investiga, junto con la amable, dura y blanca maestra Mary, Hillerman también sigue al simpático y perturbado asesino a sueldo que, al no haber podido matar al padre de Tomas, ¡ahora roba su cadáver del hospital! Y pronto, el asesino va tras Tomas y Mary (quienes han visto su rostro), mientras están ocupados descubriendo que todos los miembros del club de peyote involucrados en esa explosión de 1948 han muerto de cáncer. Así que hay un enfrentamiento final, un tiroteo, y una solución que involucra depósitos de uranio, una identidad pasada secreta y ordenada (a la Agatha Christie) y un modus operandi verdaderamente escalofriante. Hillerman puede exagerar la crisis de identidad india vs. blanca esta vez – Mary y Jim hablan demasiado – , pero por lo demás, este es un trabajo completamente espléndido: temperamental, atmosférico, complejo sin artificios y apropiadamente inquietante. El mejor trabajo de un gran talento.